# Mosaic de selva i sabana del Congo Occidental
El mosaic de selva i sabana del Congo Occidental és una ecoregió de l'ecozona afrotropical, definida per WWF, que s'estén per Gabon, la República del Congo, la República Democràtica del Congo i Angola.

## Descripció
És una ecoregió de sabana que ocupa 413.500 quilòmetres quadrats des del sud de Gabon, passant pel sud de la República del Congo i l'oest de la República Democràtica del Congo, fins al nord d'Angola. Un petit enclavament al centre de Gabon també pertany a aquesta ecoregió.
Limita al nord amb la selva de terres baixes del Congo nord-occidental, al nord-est amb la selva pantanosa del Congo occidental, la selva pantanosa del Congo Oriental i la selva de terres baixes del Congo central, a l'est amb el mosaic de selva i sabana del Congo Meridional, al sud i sud-est amb els boscos de miombo d'Angola, i a l'oest amb la boscos i sabana de l'Escarp d'Angola, el manglar d'Àfrica Central i la selva costanera equatorial atlàntica.

## Estat de conservació
En perill crític.